# طنان ملتحي
الطنان الملتحي (الإسم العلمي:Oxypogon)، هو جنس من الطيور يتبع فصيلة الطنانيات ضمن رتبة السماميات. تستوطن كولمبيا وفنزويلا، ويتواجد منها أربعة أنواع.

## الأنواع
لجنس الطائر الملتحي أربعة أنواع :
- طنان أخضر اللحية (Oxypogon guerinii)
- طنان أبيض اللحية (Oxypogon lindenii)
- طنان أزرق اللحية (Oxypogon cyanolaemus)
- طنان ملتحي أشهب (Oxypogon stuebelii)